# Probabilidad en el póquer
La probabilidad en el póquer de cada tipo de mano de 5 cartas puede calcularse estimando la proporción de manos de ese tipo entre todas las manos posibles.

## Historia
La probabilidad y el juego han sido ideas desde mucho antes de la invención del póquer. El desarrollo de la teoría de la probabilidad a finales del siglo XIV se atribuyó a los juegos de azar; al jugar una partida con apuestas altas, los jugadores querían saber cuál sería la probabilidad de ganar. En 1494, Fra Luca Paccioli publicó su obra Summa de arithmetica, geometria, proportioni e proportionalita, que fue el primer texto escrito sobre la probabilidad. Motivado por la obra de Paccioli, Girolamo Cardano (1501-1576) realizó nuevos avances en la teoría de la probabilidad. Su obra de 1550, titulada Liber de Ludo Aleae, aborda los conceptos de probabilidad y su relación directa con los juegos de azar. Sin embargo, su trabajo no recibió un reconocimiento inmediato, ya que no se publicó hasta después de su muerte.
Blaise Pascal (1623-1662) también contribuyó a la teoría de la probabilidad. Su amigo, Chevalier de Méré, era un ávido jugador con el objetivo de enriquecerse con ello. De Méré probó un nuevo enfoque matemático para un juego de azar, pero no obtuvo los resultados deseados. Decidido a saber por qué su estrategia no tenía éxito, consultó con Pascal. El trabajo de Pascal sobre este problema inició una importante correspondencia entre él y el también matemático Pierre de Fermat (1601-1665). Ambos siguieron intercambiando ideas y pensamientos por carta. Estas interacciones llevaron a la concepción de la teoría básica de la probabilidad. A día de hoy, muchos jugadores siguen basándose en los conceptos básicos de la teoría de la probabilidad para tomar decisiones informadas al apostar.

## Frecuencias

### Manos de póquer de 5 cartas

Diagrama de Euler que muestra las manos de póquer y sus probabilidades en una típica máquina americana 9/6 Jacks or Better.

En el straight poker y en el five-card draw, donde no hay cartas ocultas, a los jugadores se les reparten cinco cartas de una baraja de 52 cartas.
La siguiente tabla enumera la frecuencia (absoluta) de cada mano, dadas todas las combinaciones de cinco cartas extraídas al azar de una baraja completa de 52 sin reemplazo. No se tienen en cuenta los comodines. En esta tabla:
- Manos distintas: es el número de formas distintas de formar la mano, sin contar los palos diferentes.
- Frecuencia: es el número de formas de sacar la mano, incluyendo los mismos valores de cartas en diferentes palos.
- La Probabilidad de sacar una mano determinada se calcula dividiendo el número de formas de sacar la mano ("Frecuencia") por el número total de manos de 5 cartas (el espacio muestral; {\displaystyle {52 \choose 5}=2,598,960}). Por ejemplo, hay 4 maneras diferentes de sacar una escalera real (una para cada palo), por lo que la probabilidad es  {\displaystyle {\frac {4}{2.598.960}}} o una entre 649.740. Por lo tanto, es de esperar que se obtenga esta mano una vez de cada 649.740 jugadas, es decir, casi el 0,000154% de las veces.
- Probabilidad acumulada: se refiere a la probabilidad de sacar una mano tan buena o mejor que la especificada. Por ejemplo, la probabilidad de sacar un trío es aproximadamente del 2,11%, mientras que la probabilidad de sacar una mano al menos tan buena como un trío es aproximadamente del 2,87%. La probabilidad acumulada se determina sumando la probabilidad de una mano con las probabilidades de todas las manos por encima de ella.
- Las probabilidades se definen como la relación entre el número de formas de no sacar la mano y el número de formas de sacarla. En estadística, esto se denomina probabilidades en contra. Por ejemplo, con una escalera real, hay 4 formas de sacar una, y 2.598.956 formas de sacar otra cosa, por lo que las probabilidades de no sacar una escalera real son 2.598.956 : 4, o 649.739 : 1. La fórmula para establecer las probabilidades también puede expresarse como (1/p) - 1 : 1, donde p es la probabilidad antes mencionada.
- Los valores dados para "Probabilidad", "Probabilidad acumulada" y "Probabilidades" están redondeados para simplificar; los valores de "Manos distintas" y "Frecuencia" son exactos.

La función nCr de la mayoría de las calculadoras científicas puede utilizarse para calcular las frecuencias de las manos; introduciendo nCr con 52 y 5, por ejemplo, se obtiene {\displaystyle {52 \choose 5}=2,598,960} como en el caso anterior.
| Mano                                                          | Manos diferentes | Frecuencia | Probabilidad | Probabilidad acumulada | Probabilidades en contra | Expresión matemática de la frecuencia absoluta                                                         |
| ------------------------------------------------------------- | ---------------- | ---------- | ------------ | ---------------------- | ------------------------ | --- |
| Escalera real                                                 | 1                | 4          | 0,000154%    | 0,000154%              | 649.739 : 1              | {\displaystyle {4 \choose 1}}                                                                          |
| Escalera de color (excluida la escalera real)                 | 9                | 36         | 0,000139%    | 0,0015%                | 72.192,33 : 1            | {\displaystyle {10 \choose 1}{4 \choose 1}-{4 \choose 1}}                                              |
| Póquer                                                        | 156              | 624        | 0,02401%     | 0,0256%                | 4.165 : 1                | {\displaystyle {13 \choose 1}{4 \choose 4}{12 \choose 1}{4 \choose 1}}                                 |
| Full house                                                    | 156              | 3.744      | 0,1441%      | 0,17%                  | 694,1667 : 1             | {\displaystyle {13 \choose 1}{4 \choose 3}{12 \choose 1}{4 \choose 2}}                                 |
| Color (excluidas las escalera real y la escalera de color)    | 1.277            | 5.108      | 0,1965%      | 0,367%                 | 508,8019 : 1             | {\displaystyle {13 \choose 5}{4 \choose 1}-{10 \choose 1}{4 \choose 1}}                                |
| Escalera (excluidas las escalera real y la escalera de color) | 10               | 10.200     | 0,3925%      | 0,76%                  | 254,8 : 1                | {\displaystyle {10 \choose 1}{4 \choose 1}^{5}-{10 \choose 1}{4 \choose 1}}                            |
| Trío                                                          | 858              | 54.912     | 2,1128%      | 2,87%                  | 47,32955 : 1             | {\displaystyle {13 \choose 1}{4 \choose 3}{12 \choose 2}{4 \choose 1}^{2}}                             |
| Doble par                                                     | 858              | 123.552    | 4,7539%      | 7,62%                  | 21,03535 : 1             | {\displaystyle {13 \choose 2}{4 \choose 2}^{2}{11 \choose 1}{4 \choose 1}}                             |
| Par                                                           | 2.860            | 1.098.240  | 42,2569%     | 49,9%                  | 2,366477 : 1             | {\displaystyle {13 \choose 1}{4 \choose 2}{12 \choose 3}{4 \choose 1}^{3}}                             |
| Carta alta                                                    | 1.277            | 1.302.540  | 50,1177%     | 100%                   | 1,9953015 : 1            | {\displaystyle \left[{13 \choose 5}-{10 \choose 1}\right]\left[{4 \choose 1}^{5}-{4 \choose 1}\right]} |
| Total                                                         | 7.462            | 2.598.960  | 100%         | ---                    | 0 : 1                    | {\displaystyle {52 \choose 5}}                                                                         |

La escalera real es un caso de la escalera de color. Puede formarse de 4 maneras (una para cada palo), lo que le da una probabilidad del 0,000154% y probabilidades de 649.739 : 1.
Si no se tienen en cuenta las escaleras de as bajo y las escaleras de color de as bajo, las probabilidades de cada una de ellas se reducen: las escaleras de color y las escaleras de color son 9/10 de lo que serían de otro modo. Las 4 escaleras de color perdidas se convierten en color y las 1.020 escaleras perdidas se convierten en sin pareja.
Tenga en cuenta que como los palos no tienen valor relativo en el póquer, dos manos pueden considerarse idénticas si una mano puede transformarse en la otra intercambiando los palos. Por ejemplo, la mano 3♣ 7♣ 8♣ Q♠ A♠ es idéntica a 3♦ 7♦ 8♦ Q♥ A♥ porque sustituyendo todos los tréboles de la primera mano por diamantes y todas las picas por corazones se obtiene la segunda mano. Así que eliminando las manos idénticas que ignoran los valores relativos de los palos, sólo hay 134.459 manos distintas.
El número de manos de póquer distintas es aún menor. Por ejemplo, 3♣ 7♣ 8♣ Q♠ A♠  y  3♦ 7♣ 8♦ Q♥ A♥  no son manos idénticas cuando sólo se ignoran las asignaciones de palos porque una mano tiene tres palos, mientras que la otra sólo tiene dos. Esa diferencia podría afectar al valor relativo de cada mano cuando hay más cartas por venir. Sin embargo, aunque las manos no sean idénticas desde esa perspectiva, siguen formando manos de póquer equivalentes porque cada mano es una mano de cartas altas A-Q-8-7-3. Hay 7.462 manos de póquer distintas.

### Manos de póquer de 7 cartas
En algunas variantes populares del póquer, como el Texas hold 'em, la variante de póquer más extendida en general, un jugador utiliza la mejor mano de póquer de cinco cartas de un total de siete.
Las frecuencias se calculan de forma similar a las mostradas para las manos de 5 cartas, excepto que surgen complicaciones adicionales debido a las dos cartas extra en la mano de póquer de 7 cartas. El número total de manos distintas de 7 cartas es {\displaystyle {52 \choose 7}=133.784.560} Cabe destacar que la probabilidad de una mano sin pareja es "menor" que la probabilidad de una mano con una o dos parejas.
La escalera de color con as alto o escalera real es ligeramente más frecuente (4324) que las escaleras de color inferiores (4140 cada una) porque las dos cartas restantes pueden tener cualquier valor; una escalera de color con rey alto, por ejemplo, no puede tener el as de su palo en la mano (ya que eso la convertiría en as alto).
| Mano                                                          | Frecuencia  | Probabilidad | Acumulado | Probabilidades en contra | Expresión matemática de la frecuencia absoluta |
| ------------------------------------------------------------- | ----------- | ------------ | --------- | ------------------------ | --- |
| Escalera real                                                 | 4.324       | 0,0032%      | 0,0032%   | 30.940 : 1               | {\displaystyle {4 \choose 1}{47 \choose 2}} |
| Escalera de color (excluida la escalera real)                 | 37.260      | 0,0279%      | 0,0309%   | 3.589,6 : 1              | {\displaystyle {9 \choose 1}{4 \choose 1}{46 \choose 2}} |
| Póquer                                                        | 224.848     | 0,168%       | 0,199%    | 594 : 1                  | {\displaystyle {13 \choose 1}{48 \choose 3}} |
| Full house                                                    | 3.473.184   | 2,60%        | 2,80%     | 37,5 : 1                 | {\displaystyle {\begin{aligned}&\left[{13 \choose 2}{4 \choose 3}^{2}{44 \choose 1}\right]\\+&\left[{13 \choose 1}{12 \choose 2}{4 \choose 3}{4 \choose 2}^{2}\right]\\+&\left[{13 \choose 1}{12 \choose 1}{11 \choose 2}{4 \choose 3}{4 \choose 2}{4 \choose 1}^{2}\right]\end{aligned}}} |
| Color (excluidas las escalera real y la escalera de color)    | 4.047.644   | 3,03%        | 5,82%     | 32,1 : 1                 | {\displaystyle {\begin{aligned}&\left[{4 \choose 1}\times \left[{13 \choose 7}-217\right]\right]\\+&\left[{4 \choose 1}\times \left[{13 \choose 6}-71\right]\times 39\right]\\+&\left[{4 \choose 1}\times \left[{13 \choose 5}-10\right]\times {39 \choose 2}\right]\end{aligned}}}        |
| Escalera (excluidas las escalera real y la escalera de color) | 6.180.020   | 4,62%        | 10,4%     | 20,6 : 1                 | {\displaystyle {\begin{aligned}&\left[217\times \left[4^{7}-756-4-84\right]\right]\\+&{}\left[71\times 36\times 990\right]\\+&\left[10\times 5\times 4\times \left[256-3\right]+10\times {5 \choose 2}\times 2268\right]\end{aligned}}}                                                    |
| Trío                                                          | 6.461.620   | 4,83%        | 15,3%     | 19,7 : 1                 | {\displaystyle \left[{13 \choose 5}-10\right]{5 \choose 1}{4 \choose 1}\left[{4 \choose 1}^{4}-3\right]} |
| Doble par                                                     | 31.433.400  | 23,5%        | 38,8%     | 3,26 : 1                 | {\displaystyle {\begin{aligned}&\left[1277\times 10\times \left[6\times 62+24\times 63+6\times 64\right]\right]\\+&\left[{13 \choose 3}{4 \choose 2}^{3}{40 \choose 1}\right]\end{aligned}}}                                                                                               |
| Par                                                           | 58.627.800  | 43,8%        | 82,6%     | 1,28 : 1                 | {\displaystyle \left[{13 \choose 6}-71\right]\times 6\times 6\times 990} |
| Carta alta                                                    | 23.294.460  | 17,4%        | 100%      | 4,74 : 1                 | {\displaystyle 1499\times \left[4^{7}-756-4-84\right]} |
| Total                                                         | 133.784.560 | 100%         | ---       | 0 : 1                    | {\displaystyle {52 \choose 7}} |

(Las frecuencias dadas son exactas; las probabilidades y probabilidades son aproximadas).
Dado que los palos no tienen valor relativo en el póquer, dos manos pueden considerarse idénticas si una mano puede transformarse en la otra intercambiando los palos. Eliminando las manos idénticas que ignoran los valores relativos de los palos, quedan 6.009.159 manos distintas de 7 cartas.
El número de manos de póquer de 5 cartas distintas que son posibles con 7 cartas es 4.824. Sorprendentemente, este número es menor que el de manos de póquer de 5 cartas. Sorprendentemente, este número es menor que el de manos de póquer de 5 cartas a partir de 5 cartas, ya que algunas manos de 5 cartas son imposibles con 7 cartas (por ejemplo, 7-alto y 8-alto).

### Manos de póquerlowballde 5 cartas
Algunas variantes del póquer, llamadas lowball, utilizan una mano baja para determinar la mano ganadora. En la mayoría de las variantes de lowball, el as se cuenta como la carta más baja y las escaleras y las escaleras de color no cuentan para una mano baja, por lo que la mano más baja es la mano de cinco ases A-2-3-4-5, también llamada rueda. La probabilidad se calcula en función de {\displaystyle {52 \choose 5}=2.598.960} el número total de combinaciones de 5 cartas. (Las frecuencias dadas son exactas; las probabilidades y probabilidades son aproximadas).
| Mano       | Manos distintas | Frecuencia | Probabilidad | Acumulado | Probabilidades en contra |
| ---------- | --------------- | ---------- | ------------ | --------- | ------------------------ |
| 4-alto     | 1               | 1.024      | 0,0394%      | 0,0394%   | 2.537,05 : 1             |
| 5-alto     | 5               | 5.120      | 0,197%       | 0,236%    | 506,61 : 1               |
| 6-alto     | 15              | 15.360     | 0,591%       | 0,827%    | 168,20 : 1               |
| 7-alto     | 35              | 35.840     | 1,38%        | 2,21%     | 71,52 : 1                |
| 8-alto     | 70              | 71.680     | 2,76%        | 4,96%     | 35,26 : 1                |
| 9-alto     | 126             | 129.029    | 4.96%        | 9,93%     | 19,14 : 1                |
| 10-alto    | 210             | 215.040    | 8,27%        | 18,2%     | 11,09 : 1                |
| Reina-alta | 330             | 337.920    | 13,0%        | 31,2%     | 6,69 : 1                 |
| Rey-alto   | 495             | 506.880    | 19,5%        | 50,7%     | 4,13 : 1                 |
| Total      | 1.287           | 1.317.888  | 50,7%        | 50,7%     | 0,97 : 1                 |

Como puede verse en la tabla, algo más de la mitad de las veces un jugador recibe una mano que no tiene pares, treses o cuatros de su clase. (50.7%)
Si los ases no son bajos, simplemente rote las descripciones de las manos de modo que 6-alto sustituya a 5-alto como mejor mano y as-alto sustituya a rey-alto como peor mano.
Algunos jugadores no ignoran las escaleras y los colorines cuando calculan la mano más baja en el lowball. En este caso, la mano más baja es A-2-3-4-6 con al menos dos palos. Las probabilidades se ajustan en la tabla anterior de forma que "5-alto" no aparezca en la lista", "6-alto" tenga una mano distinta y "Rey-alto" tenga 330 manos distintas, respectivamente. La línea Total también necesita ajustes.

### Manos de póquerlowballde 7 cartas
En algunas variantes del póquer, un jugador utiliza la mejor mano baja de cinco cartas seleccionadas entre siete cartas. En la mayoría de las variantes de lowball, el as se cuenta como la carta más baja y las escaleras y las escaleras de color no cuentan para una mano baja, por lo que la mano más baja es la mano de cinco cartas A-2-3-4-5, también llamada "rueda". La probabilidad se calcula en función de {\displaystyle {52 \choose 7}=133.784.560} el número total de combinaciones de 7 cartas.
La tabla no incluye manos de cinco cartas con al menos una pareja. Su "Total" representa el 95,4% de las veces que un jugador puede elegir una mano baja de 5 cartas sin ninguna pareja.
| Mano       | Frecuencia  | Probabilidad | Acumulado | Probabilidades en contra |
| ---------- | ----------- | ------------ | --------- | ------------------------ |
| 5-alto     | 781.824     | 0,584%       | 0,584%    | 170,12 : 1               |
| 6-alto     | 7.426.560   | 5,55%        | 8,49%     | 17,01 : 1                |
| 7-alto     | 3.151.360   | 2,36%        | 2,94%     | 41,45 : 1                |
| 8-alto     | 13.171.200  | 9,85%        | 18,3%     | 9,16 : 1                 |
| 9-alto     | 19.174.400  | 14,3%        | 32,7%     | 5,98 : 1                 |
| 10-alto    | 23.675.904  | 17,7%        | 50,4%     | 4,65 : 1                 |
| J-alta     | 24.837.120  | 18,6%        | 68,9%     | 4,39 : 1                 |
| Reina-alta | 1.457.920   | 16,0%        | 85,0%     | 5,23 : 1                 |
| Rey-alto   | 13.939.200  | 10,4%        | 95,4%     | 8,60 : 1                 |
| Total      | 127.615.488 | 95,4%        | 95,4%     | 0,05 : 1                 |

(Las frecuencias dadas son exactas; las probabilidades y probabilidades son aproximadas).
Si los ases no son bajos, simplemente cambie las descripciones de las manos de modo que 6-alto sustituya a 5-alto como mejor mano y as-alto sustituya a rey-alto como peor mano.
Algunos jugadores no ignoran las escaleras y los colorines cuando calculan la mano más baja en el lowball. En este caso, la mano más baja es A-2-3-4-6 con al menos dos palos. Las probabilidades se ajustan en la tabla anterior de forma que "5-alto" no aparece, "6-alto" tiene 781.824 manos distintas y "Rey-alto" tiene 21.457.920 manos distintas, respectivamente. La línea Total también necesita ajustes.